# Éloïse Adde-Vomáčka
Éloïse Adde-Vomáčka (* 1977) je francouzská historička a univerzitní učitelka.
Od roku 2013 působí na Lucemburské univerzitě. Zabývá se odborně mj. českými dějinami období vlády Lucemburků v Čechách, zejména Dalimilovou kronikou.